# Septembre 1932

## Événements
- 3 septembre : James H. Doolittle porte le record de vitesse en avion à 476 km/h sur un Gee Bee R-1.

- 4 septembre : 
  - Abelardo L. Rodríguez devient président du Mexique par intérim (fin en 1932). Sous sa présidence, le Parti révolutionnaire institutionnel, le parti officiel du gouvernement, établit un programme de six ans pour « un système économique coopératif inclinant vers le socialisme » qui prévoit la saisie des champs pétrolifères appartenant aux étrangers.
  - Grand Prix automobile de Tchécoslovaquie.

- 5 septembre : décret supprimant la colonie de la Haute-Volta et l’intégrant au Soudan français.

- 9 septembre : institution d’une généralité régionale autonome en Catalogne, doté d’un parlement et d’un gouvernement présidé par Francesc Macià, leader de la gauche catalane (Esquerra Republicana de Catalunya).

- 10 septembre : Bao Dai, empereur d'Annam et du Tonkin (actuel Viêt Nam) en Indochine française, commence son règne effectif (fin en 1955). Il accepte l’administration coloniale française malgré l’opposition de son ministre nationaliste Ngô Dình Diêm, qui démissionne en 1933.

- 11 septembre :
  - France : début du premier championnat de football professionnel.
  - Grand Prix automobile de Monza.

- 12 septembre, Allemagne : le « cabinet des barons » de von Papen, qui ne peut s’appuyer ni sur les nazis ni sur le Zentrum, dissout le Reichstag.

- 15 septembre : réforme agraire en Espagne qui ne sera engagée que très lentement.

- 16 septembre : 
  - l’Allemagne se retire de la conférence de Genève sur le désarmement.
  - Cyril Uwins améliore le record d'altitude en avion : 13 404 m sur un « Vickers Vespa ».

- 23 septembre : fondation du royaume d'Arabie saoudite par le chef Abdel Aziz ibn Saoud, résultat d'une alliance guerrière entre une famille bédouine les Saoud du Nedjd et un groupe de religieux, les Wahhabites. L’aîné de ses fils, Sa’ud, est désigné comme prince héritier, mettant fin aux luttes familiales pour la succession. Le royaume unifie les États princiers du Hedjaz, du Nedjd, de l’Asir et de l’Arabie.

- 24 septembre : le parti social-démocrate prend le pouvoir en Suède. Per Albin Hansson devient Premier ministre.

- 25 septembre : Grand Prix automobile de Marseille.

## Naissances
- 1er septembre : Helga Goebbels : fille aînée de Joseph Goebbels et Magda Goebbels († 1er mai 1945).
- 3 septembre : José Barrense-Dias, guitariste brésilien.
- 4 septembre : Carlos Romero Barceló, homme politique portoricain († 2 mai 2021).
- 6 septembre :
  - Aldo Bolzan, coureur cycliste luxembourgeois († 21 octobre 2013).
  - Gilles Tremblay, pianiste, ondiste, pédagogue et compositeur canadien († 27 juillet 2017).
- 8 septembre :
  - Pierre Audoin, chef d'entreprise français († 10 janvier 2018).
  - Albert Poulain, dessinateur, chanteur et conteur français († 6 octobre 2015).
- 11 septembre : Raymond Lebrun, journaliste sportif canadien († 30 septembre 2017).
- 12 septembre :
  - Bernard Delcampe, footballeur français († 8 janvier 2013).
  - Robert W. Farquhar, ingénieur en astronautique américain († 18 octobre 2015).
- 13 septembre : 
  - Pedro Rubiano Sàenz, cardinal colombien, archevêque de Bogota († 15 avril 2024).
  - Viviane Wade, ancienne Première dame du sénégal.
- 14 septembre :
  - Giuseppe Cigana, coureur cycliste italien puis français.
  - Joshua Culbreath, athlète américain spécialiste du 400 mètres haies († 1er juillet 2021).
  - Igor Kirillov, journaliste soviétique puis russe, animateur de télévision et présentateur du journal télévisé († 30 octobre 2021).
  - Paul Larivaille, universitaire français, spécialiste de la littérature italienne.
  - Jacqueline Mayence-Goossens, femme politique belge wallonne.
  - Joseph René-Corail, sculpteur et peintre français († 13 février 1998).
  - Harry Sinden, joueur, entraîneur et gestionnaire canadien de hockey sur glace.
- 15 septembre : Lili Keller-Rosenberg Leignel, écrivaine française.
- 17 septembre :
  - Indarjit Singh, journaliste et animateur britannique
  - Khalifa ben Hamad Al Thani, émir du Qatar, membre de la dynastie Al Thani († 23 octobre 2016).
- 18 septembre : Bill Dineen, joueur et entraîneur de hockey sur glace canadien († 10 décembre 2016).
- 19 septembre : 
  - Warren Allmand, avocat et homme politique québécois († 7 décembre 2016).
  - Martha Rocha, miss Brésil 1954 († 4 juillet 2020).
- 20 septembre : Jean Moxhet, coureur cycliste belge († 22 novembre 2010).
- 21 septembre : Mariga Guinness, conservatrice en architecture allemande († 8 mai 1989).
- 24 septembre :
  - Dominique Michel, chanteuse, humoriste et actrice québécoise.
  - Miguel Montuori, footballeur italien né en Argentine († 4 juin 1998).
  - Berenado Vunibobo, diplomate et homme politique fidjien († 28 décembre 2015).
- 25 septembre :
  - Glenn Gould, pianiste et compositeur canadien († 4 octobre 1982).
  - Adolfo Suárez, homme politique espagnol († 23 mars 2014).
- 26 septembre : Clifton Williams, astronaute américain († 5 octobre 1967).
- 27 septembre : Friedrich Neznansky, auteur de littérature policière soviétique naturalisé allemand († 13 février 2013).
- 28 septembre : Charles Ausset, coureur cycliste français († 20 août 2001).
- 30 septembre : Shintarō Ishihara, écrivain et politicien japonais († 1er février 2022).

## Décès
- 23 septembre : Jules Chéret, peintre et lithographe français (° 1er juin 1836).
- 16 septembre : Peg Entwistle, actrice américaine (° 5 février 1908).